# Дубоко (Љубовија)
Дубоко је насеље у Србији у општини Љубовија у Мачванском округу. Према попису из 2022. било је 436 становника.

## Демографија
У насељу Дубоко живи 348 пунолетних становника, а просечна старост становништва износи 34,7 година (34,7 код мушкараца и 34,6 код жена). У насељу има 123 домаћинства, а просечан број чланова по домаћинству је 3,93.
Ово насеље је великим делом насељено Србима (према попису из 2002. године).
|  |

| Демографија | Демографија | Демографија |
| Година      | Становника  | Становника  |
| ----------- | ----------- | ----------- |
| 1948.       | 738         |             |
| 1953.       | 758         |             |
| 1961.       | 680         |             |
| 1971.       | 566         |             |
| 1981.       | 474         |             |
| 1991.       | 417         | 401         |
| 2002.       | 484         | 495         |

| Етнички састав према попису из 2002.‍ | Етнички састав према попису из 2002.‍ | Етнички састав према попису из 2002.‍ | Етнички састав према попису из 2002.‍ | Етнички састав према попису из 2002.‍ |
| ------------------------------------ | ------------------------------------ | ------------------------------------ | ------------------------------------ | ------------------------------------ |
|                                      |                                      |                                      |                                      |                                      |
| Срби                                 | Срби                                 |                                      | 481                                  | 99,38%                               |
| Црногорци                            | Црногорци                            |                                      | 1                                    | 0,20%                                |
| непознато                            | непознато                            |                                      | 2                                    | 0,41%                                |

| Година пописа     | 1948. | 1953. | 1961. | 1971. | 1981. | 1991. | 2002. |
| ----------------- | ----- | ----- | ----- | ----- | ----- | ----- | ----- |
| Број домаћинстава | 105   | 111   | 109   | 109   | 106   | 104   | 123   |

| Број чланова      | 1 | 2  | 3  | 4  | 5  | 6  | 7 | 8 | 9 | 10 и више | Просек |
| ----------------- | - | -- | -- | -- | -- | -- | - | - | - | --------- | ------ |
| Број домаћинстава | 9 | 21 | 16 | 38 | 21 | 10 | 4 | 1 | 0 | 3         | 3,93   |

| Пол    | Укупно | Неожењен/Неудата | Ожењен/Удата | Удовац/Удовица | Разведен/Разведена | Непознато |
| ------ | ------ | ---------------- | ------------ | -------------- | ------------------ | --------- |
| Мушки  | 185    | 51               | 124          | 9              | 1                  | 0         |
| Женски | 185    | 35               | 123          | 25             | 2                  | 0         |
| УКУПНО | 370    | 86               | 247          | 34             | 3                  | 0         |

| Пол    | Укупно                    | Пољопривреда, лов и шумарство | Рибарство                            | Вађење руде и камена | Прерађивачка индустрија       |
| ------ | ------------------------- | ----------------------------- | ------------------------------------ | -------------------- | ----------------------------- |
| Мушки  | 120                       | 40                            | 0                                    | 6                    | 22                            |
| Женски | 52                        | 19                            | 1                                    | 0                    | 10                            |
| УКУПНО | 172                       | 59                            | 1                                    | 6                    | 32                            |
| Пол    | Производња и снабдевање   | Грађевинарство                | Трговина                             | Хотели и ресторани   | Саобраћај, складиштење и везе |
| Мушки  | 3                         | 11                            | 12                                   | 2                    | 11                            |
| Женски | 0                         | 0                             | 12                                   | 1                    | 1                             |
| УКУПНО | 3                         | 11                            | 24                                   | 3                    | 12                            |
| Пол    | Финансијско посредовање   | Некретнине                    | Државна управа и одбрана             | Образовање           | Здравствени и социјални рад   |
| Мушки  | 0                         | 1                             | 6                                    | 1                    | 2                             |
| Женски | 0                         | 1                             | 1                                    | 4                    | 1                             |
| УКУПНО | 0                         | 2                             | 7                                    | 5                    | 3                             |
| Пол    | Остале услужне активности | Приватна домаћинства          | Екстериторијалне организације и тела | Непознато            | Непознато                     |
| Мушки  | 0                         | 0                             | 0                                    | 3                    | 3                             |
| Женски | 1                         | 0                             | 0                                    | 0                    | 0                             |
| УКУПНО | 1                         | 0                             | 0                                    | 3                    | 3                             |